# Alkanna kotschyana
Alkanna kotschyana är en strävbladig växtart som beskrevs av Dc. Alkanna kotschyana ingår i släktet Alkanna och familjen strävbladiga växter. Inga underarter finns listade i Catalogue of Life.